# Tărlungeni
Tărlungeni (in ungherese Tatrang) è un comune della Romania di 7996 abitanti, ubicato nel distretto di Brașov, nella regione storica della Transilvania.
Il comune è formato dall'unione di 4 villaggi: Cărpiniș, Purcăreni, Tărlungeni, Zizin.